# بروموندال
بروموندال (به لاتین: Brumunddal) یک منطقهٔ مسکونی در نروژ است که در رینگساکر واقع شده‌است. بروموندال ۶٫۸۳ کیلومتر مربع مساحت و ۹٬۳۷۹ نفر جمعیت دارد.